# Mizrahi (parti politique)
Pour les articles homonymes, voir Mizrahi.
Le Mizrahi (hébreu : המזרחי, HaMizrahi, acronyme Merkaz Ruhani (hébreu : מרכז רוחני), litt. centre religieux) était un parti politique israélien, issu directement du mouvement Mizrahi, et l'un des prédécesseurs du Parti national religieux.

## Histoire
Le Mizrahi fut fondé à Vilnius en 1902 en tant qu'organisation sioniste religieuse. Implantée en particulier en Palestine mandataire, elle donna naissance à une organisation de type syndical, l'Hapoel Hamizrahi, en 1922. Le mouvement se développa également dans le cadre d'un parti politique, l'HaMizrachi (ou Mizrahi).
Lors des premières élections législatives israéliennes en 1949, le parti participa à une liste commune nommée Front religieux uni, avec l'Hapoel Hamizrahi, l'Agoudat Israel et le Poale Agoudat Israel. La liste remporta alors 16 sièges, le Mizrahi en obtenant 4, ce qui en fit la troisième représentation à la Knesset après celle du Mapaï et du Mapam. La liste fut invitée à participer au gouvernement de coalition par David Ben Gourion.
Le Front religieux uni joua un rôle majeur dans la chute du premier gouvernement en raison d'un désaccord avec le Mapaï sur les questions relevant de l'éducation dans les nouveaux camps d'immigrants et du système d'éducation religieuse, ainsi que sur sa demande de fermeture du ministère de l'Approvisionnement et du Rationnement et qu'un homme d'affaires soit nommé ministre du Commerce et de l'Industrie. David Ben Gourion démissionna le 15 octobre 1950 pour cette raison. Une fois le problème résolu deux semaines plus tard, il forma un deuxième gouvernement identique au premier, avec les mêmes partenaires de coalition.
Lors des élections de 1951, le parti participa sous ses propres couleurs. Cependant, ils ne remportèrent que deux sièges. Ils intégrèrent la coalition pour le troisième gouvernement, et ses deux représentants furent nommés ministres. David-Zvi Pinkas devint ministre des Transports et Mordehai Nurock ministre des Services postaux. Cependant, lorsque le troisième gouvernement s'effondra, David-Zvi Pinkas et Mordehai Nurock perdirent leurs portefeuilles ministériels, bien que le parti participa aux coalitions pour les quatrième, cinquième et sixième gouvernements.
Le parti joignit ses forces à l'Hapoel Hamizrahi (aux mêmes origines) pour les élections législatives de 1955, afin de former le Front national religieux. Le nouveau parti remporta 11 sièges (bien que seulement deux d'entre eux fussent alloués à des membres du Mizrahi), ce qui en fit la quatrième force politique du pays, et participa aux deux gouvernements de cette troisième session de la Knesset. En 1956, l'union des deux partis fut rendu permanente, et devint le Parti national religieux.

## Représentants à la Knesset
| Knesset (nombre d'élus) | Membres                                                                  |
| ----------------------- | ------------------------------------------------------------------------ |
| 1re (1949-1951) (4)     | Yehuda Leib Maimon, Mordehai Nurock, David-Zvi Pinkas, Avraham-Haim Shag |
| 2e (1951-1955) (2)      | Mordehai Nurock, David-Zvi Pinkas (remplacé par Shlomo-Yisrael Ben-Meir) |
| 3e (1955-1956) (2)      | Mordehai Nurock, Shlomo-Yisrael Ben-Meir                                 |